# Comunità ebraica di Riva del Garda

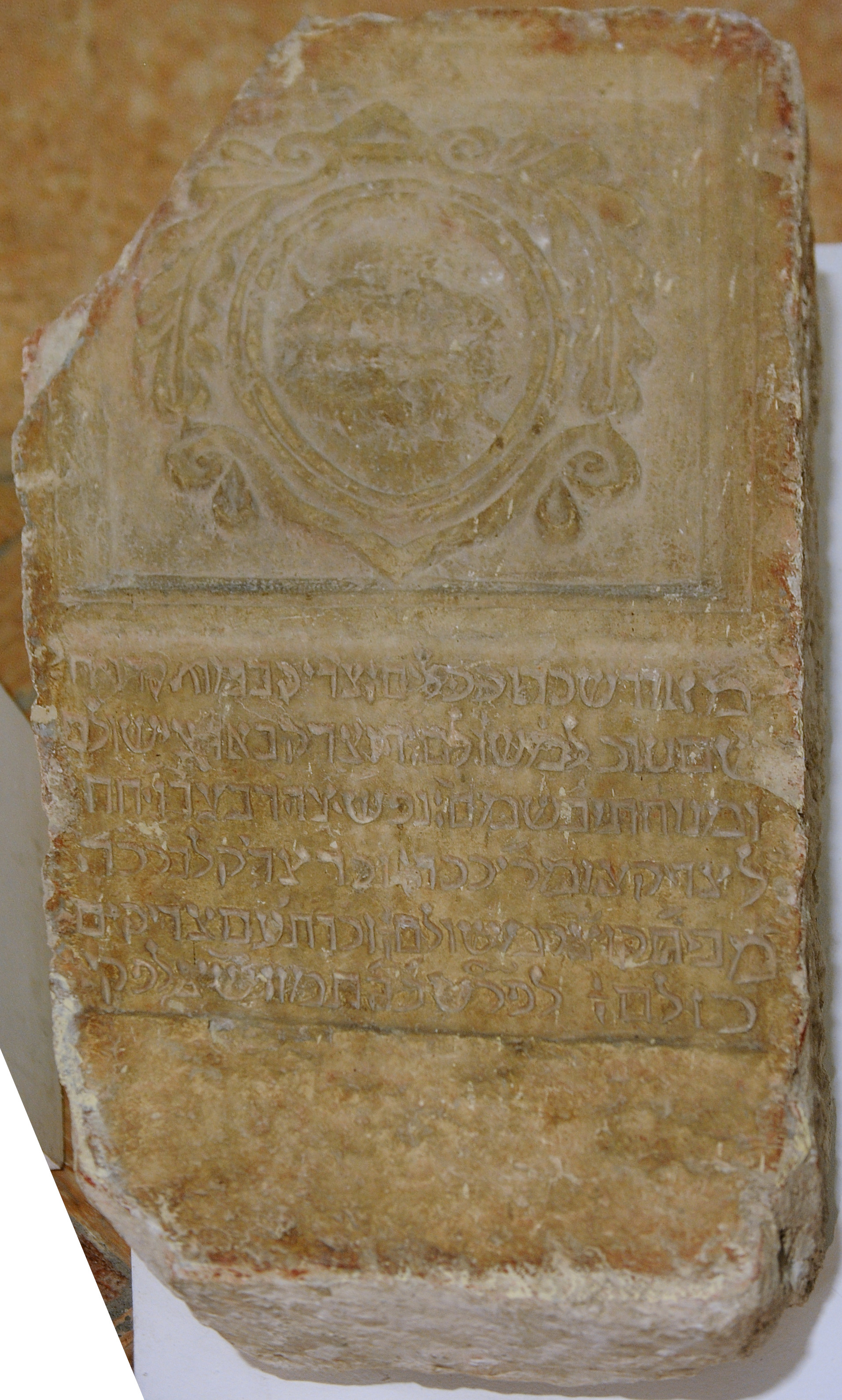
Lapide di Meshullam Cuzzeri, 1630, MAG Museo Alto Garda

La comunità ebraica di Riva del Garda è stata una comunità ebraica della quale si hanno nozioni a partire dalla prima metà del Quattrocento fino alla fine del Settecento. Fu caratterizzata dall'aver sempre ricevuto protezione da parte dell'aristocrazia, con la quale aveva stabilito forti legami commerciali.

## Storia
Le prime nozioni sulla presenza della comunità ebraica sul territorio di Riva del Garda risalgono alla seconda metà del Quattrocento.
Il quartiere ebraico si trovava nella zona più importante della città; erano ebrei, infatti, gli affittuari delle famiglie più illustri.
La sinagoga era ubicata in una casa sita in Piazza Granda, costruita nel XIV secolo e successivamente distrutta.
Le prime tracce di un cimitero ebraico risalgono al 1552; esso era sito nei pressi delle mura occidentali della città.
Gli ebrei della città di Riva non vennero influenzati dal bando di espulsione emanato dal principato vescovile di Trento dovuto allo scandalo del Simonino di Trento in quanto il territorio si trovava sotto dominio veneto, sotto al quale rimase fino alla prima metà del Cinquecento.
Per un secolo, la comunità ebraica venne sottoposta a diverse restrizioni, tra le quali il divieto di mostrarsi in pubblico in dati giorni della settimana e l'obbligo di portare appresso un segno distintivo. Esse divennero molto rigide nel 1512, in seguito ad una pestilenza per la quale vennero accusati.

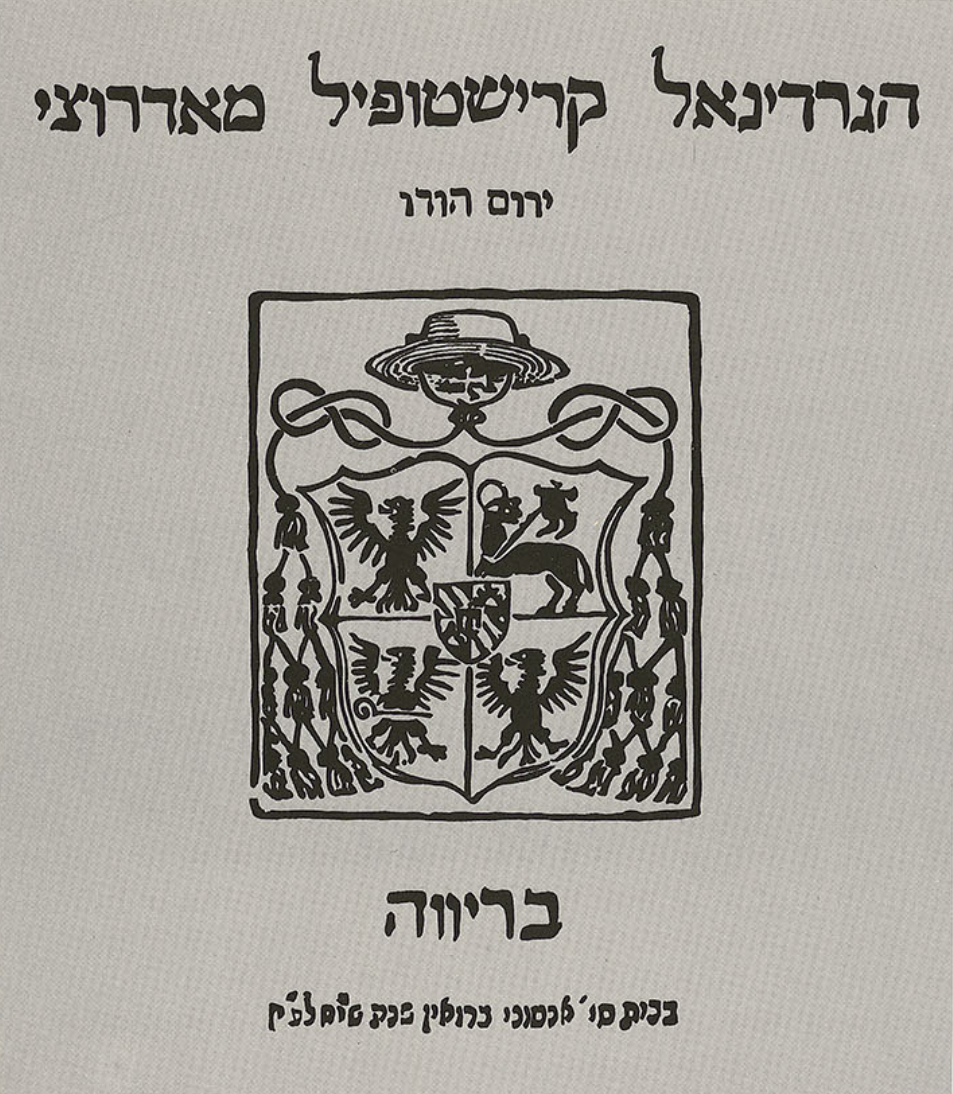
Frontespizio di un testo ebraico fregiato dallo stemma di Madruzzo

Nel 1539, in seguito alla morte del principe vescovo Bernardo Clesio, fu il cardinale Cristoforo Madruzzo a salire al potere. Il nuovo regnante, anche per motivi economici, garantì protezione alla comunità ebraica, alleggerendo le restrizioni nei suoi confronti e conseguentemente incrementando l'afflusso di ebrei nel Comune.
La comunità ebraica di Riva non aveva tendenze isolazioniste, bensì era attenta all'integrazione; nelle Yeshivah della città non si studiavano solamente testi ebraici ma anche latini.
Rivoluzionaria fu la fondazione della prima, nonché unica dell'epoca, tipografia trentina. Nonostante nel resto d'Italia i libri ebraici venissero distrutti, i rapporti della comunità ebraica rivana con Cristoforo Madruzzo garantirono non solo la protezione, ma anche la promozione di diverse pubblicazioni ebraiche, fregiate con gli stemmi di Riva del Garda e del Cardinale Madruzzo.
La politica di Cristoforo Madruzzo venne interrotta dal suo successore, Ludovico Madruzzo, che reintrodusse diverse restrizioni precedentemente soppresse.
A partire dall'ultimo trentennio del XVII secolo, la comunità ebraica iniziò a venire segregata o allontanata incrementalmente.
Non sono registrate tracce di una vera e propria comunità ebraica a partire dalla seconda metà del XVII secolo fino al 1776.